# Pakdascht (Verwaltungsbezirk)
Pakdasht (persisch شهرستان پاکدشت) ist ein Schahrestan in der Provinz Teheran im Iran. Er enthält die Stadt Pakdascht, welche die Hauptstadt des Kreises ist.

## Demografie
Bei der Volkszählung 2016 betrug die Einwohnerzahl des Kreises 350.966. Die Alphabetisierung lag bei 88,9 Prozent der Bevölkerung. Knapp 79 Prozent der Bevölkerung lebten in urbanen Regionen.
| Zensusjahr | Einwohnerzahl |
| ---------- | ------------- |
| 2011       | 291.397       |
| 2016       | 350.966       |